# Фортунатов Борис Костянтинович
Фортунатов Борис Костянтинович (нар. 24 січня 1886, Смоленськ). У 1912 р. закінчив природниче відділення фізико-математичного факультету МДУ і в 1915 р. 3 курси Московського Вищого технічного училища (МВТУ). Студентом бере активну участь у політичному житті, з 1902 по 1919 рр. — член партії есерів. У 1905 р. — бореться на барикадах, двічі поранений, висланий за кордон. Всього при царському режимі арештовувався 5 разів. Брав участь у лютневій революції, обраний до Установчих зборів. Жовтневий переворот не сприйняв, був членом військового штабу Комуча в Самарі, з червня 1918 по січень 1919 рр. командував білим кінним загоном у Колчака. Потім перейшов до червоних, воював у кінноті Будьонного, дослужився до комполку. Після громадянської війни займався активною природоохоронною діяльністю, опублікував два фантастичні романи.

## Природоохоронна і наукова діяльність
Увійшовши з військами Будьонного в Асканію, домігся, щоб його залишили охороняти заповідник. У 1920 р. прибув до Харкова на доповідь щодо Асканії до комісара землеробства України Мануїльського, після чого Фортунатова направили в Асканію завідувати науковою частиною заповідника.
На початку 20-х років Борис Костянтинович налагоджує роботу в Асканії-Нова, тимчасово керує заповідником. У січні 1921 р., разом з комісаром Бучушканом їде в Харків, в НКЗ України, завдяки чому було створено комісію з пыдготовки декрету РНК УРСР від 8.2.1921 р. щодо Асканії. У 1923—1924 рр. працює у Московському зоопарку. У 1925—1928 рр. — завідувач зоопарком в Асканії-Нова, кореспондент Українського комітету охорони пам'яток природи. Потім очолює Кримський, Надморські і Кавказький заповідники. З вересня 1933 р. — член Комітету із заповідників при Президіумі ВЦВК. З червня 1932 р. — керівник проектування нового Московського зоопарку в Останкіно.
Фортунатов — активний учасник різних природоохоронних з'їздів і конференцій — Всеросійської конференції по вивченню природних виробничих сил країни (1923), першого Всеросійського (1929) і першого Всесоюзного (1933) з'їздів по охороні природи, де виступав з доповідями і в дебатах.
Б. К. Фортунатову належать десятки природоохоронних статей у різних краєзнавчих і мисливських журналах, ним відредаговано декілька дуже цікавих книг про Асканію-Нова.
22 жовтня 1933 р. у Москві ОДПУ заарештовує Б. К. Фортунатова, його направляють у Бутирки, потім до слідчого ізолятору в Харкові, 24 лютого 1934 р. постановою Судової трійки при колегії ДПУ УРСР Б. К. Фортунатов був засуджений до перебування у виправничо-трудових таборах на десять років. Строк свій відбував під Карагандою, 29 травня 1936 р. звільнений, але залишився працювати в таборі як вільнонайманий. Потім захворів і помер у Долинській лікарні Каралагу. Визначенням судової колегії у кримінальних справах Верховного суду УРСР від 2 листопада 1957 р. зоолога реабілітували.

## Публікації
- Фортунатов Б. К. Бизоны и зубры в Аскании-Нова // Изв. Гос. Степ. заповедника Аскания-Нова. — Херсон, 1922. — Вып. 1. -С. 1-66.
- Фортунатов Б. К. Два года жизни Аскании-Нова (1921—1922) // Аскания-Нова — Степной заповедник Украины / Под ред. М. М. Завадовского и Б.К Фортунатова. — М.: ГИЗ, 1924.
- Фортунатов Б. К. Десять років зоопарку // Комуніст. — Харків, 1926. — 25 серпня.
- Фортунатов Б. Приморські заповідники // Вісті ВУЦВК. — Харків, 1926. — № 278, 2 грудня.
- Фортунатов Б. Асканія-Нова // Там таки. — С. 18-20.
- Фортунатов Б. К. Зоопарк // Прил. к газете «Украинский экономист». — Харьков, 1927. — 7 сентября.
- Фортунатов Б. Приморские заповедники // Охотник. — Москва, 1928. — № 3. — С. 9-10.
- Фортунатов Б. Доклад о научной библиотеке заповедника // Вісті держ. степ. заповідника «Чаплі». — Держвидав України, 1928. — Т. 5. — С. 120.
- Фортунатов Б. Доклад о положении зоопарка заповедника // Там таки. — С. 100—111.
- Фортунатов Б. На автомобиле за браконьерами // Там таки. — 1928. — № 11. — С. 24-27.
- Фортунатов Б. Зимовки дрофы в Аскании-Нова и Крыму // Укр. охотник и рыболов. — 1929. — № 9. — С. 19-22.
- Фортунатов Б. В Аскании-Нова // Охотник. — Москва, 1929. — № 7. — С. 18-19.
- Фортунатов Б. Восстановление стрепета в заповеднике «Чапли» // Там же. — 1930. — № 4. — С. 27-30.
- Фортунатов Б. Піщано-тирсовий степ // Там таки. — № 11-12. — С. 18-22.
- Фортунатов Б. К. Итоги десятилетия по восстановлению зубра // Природа и соц. х-во. — 1931. — № 6-8. — С. 128—133.
- Фортунатов Б. Солоно-озерна дача // Укр. мисливець та рибалка. — 1931. — № 2-3. — С. 8-10.
- Фортунатов Б. Буркути // Там таки. — № 1. — С. 9-13.
- Фортунатов Б. К. О генеральном плане реконструкции фауны СССР // Там же. — 1933. — Т. VI. — С. 90-110.

## Редагування
- Степной заповедник Чапли — Аскания-Нова / Под ред. М. Н. Колодько и Б. К. Фортунатова. — М., 1928.